# 庫倫達湖
庫倫達湖是俄羅斯中南部的鹹水湖，位於阿爾泰邊疆區的西西伯利亞平原，處於斯拉夫戈羅德以東64公里，海拔高度99米，面積728平方公里，平均水深2.5至3米。

## 外部連結
- National Aeronautics and Space Administration （页面存档备份，存于）